# أوبافا
أوبافا (بالتشيكية: Opava)‏ هي مدينة في إقليم مورافيا-سيليزيا في جمهورية التشيك، وهي مركز مقاطعة أوبافا.
يبلغ عدد سكان هذه المدينة 57,772 حسب إحصاء في سنة 2014.

## توأمة
لأوبافا اتفاقيات توأمة مع كل من:
- كاتوفيتسه [13]
- راسيبورز [13]
- غوت [13]
- Żywiec [الإنجليزية]‏ [13]
- ليبتوفسكي ميكولاش
- كيارني
- Zugló [الإنجليزية]‏

## أعلام
- إدوارد فون بوم
- بول كلينغ
- جوزيف مارتن ناثان
- جوي آدمسون
- يان نيزمار
- أوقست أدلر
- ياروسلاف نيتوليكا

## اقرأ أيضاً
- مقاطعة أوبافا